# Chiloscyphus aselliformis
Chiloscyphus aselliformis là một loài Rêu trong họ Lophocoleaceae. Loài này được (Reinw., Blume & Nees) Nees mô tả khoa học đầu tiên năm 1845.